# Niegrzeczny Fiedia

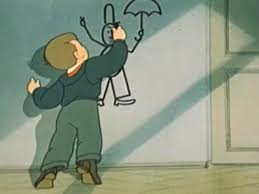
Niegrzeczny Fiedia – kadr z filmu.

Niegrzeczny Fiedia (ros. Федя Зайцев, Fiedia Zajcew) – radziecki krótkometrażowy film animowany z 1948 roku w reżyserii Walentiny i Zinaidy Brumberg powstały na podstawie scenariusza Michaiła Wolpina i Nikołaja Erdmana. Film dydaktyczny, który potępia złe zachowanie. W 1960 roku powstał remake filmu pt To ja narysowałem ludzika (Человечка нарисовал я) – wersja pełnometrażowa zrealizowana również przez siostry Brumberg, ale wyreżyserowana razem z Walentinem Łałajancem.

## Fabuła
Niegrzeczny Fiedia rysuje na ścianie swojej klasy charakterystycznego "Człowieczka", boi się jednak odpowiedzialności za swój postępek i chce jakoś zrzucić winę na rudego kolegę z klasy. Kiedy nauczyciel pyta się, kto jest sprawcą malunku, chłopiec nie przyznaje się do winy. Gdy Fiedia wraca do domu wszystkie jego zabawki opuszczają go. Dziwne wydarzenia sprawią, że chłopak w końcu zrozumie swój błąd i przyzna się do winy z powodu wyrzutów sumienia.

## Obsada (głosy)
- Wiera Biendina jako Fiedia Zajcew
- Michaił Janszyn jako Człowieczek
- Lidija Korolowa jako Matrioszka
- Władimir Gotowcew
- Erast Garin jako nauczyciel
- Siergiej Martinson

## Animatorzy
Boris Diożkin, Fiodor Chitruk, Faina Jepifanowa, Łamis Briedis, Roman Kaczanow, Giennadij Filippow, Wadim Dołgich, Władimir Arbiekow